# Pedro Sporleder
Pedro Luis Sporleder (Buenos Aires, 2 de enero de 1971) es un ex–jugador argentino de rugby que se desempeñaba como segunda línea formado en curupayti.

## Selección nacional
Fue convocado a los Pumas por primera vez en octubre de 1990 para enfrentar al XV del Trébol y disputó su último partido en octubre de 2003 ante los Stejarii. En total jugó 78 partidos y marcó 70 puntos, productos de 14 tries.

### Participaciones en Copas del Mundo
Fue el primer jugador argentino que participó de cuatro mundiales, desde Inglaterra 1991 a Australia 2003 y nunca marcó tries.
| Mundial                       | Sede       | Resultado        | PJ | Tries |
| ----------------------------- | ---------- | ---------------- | -- | ----- |
| Copa Mundial de Rugby de 1991 | Inglaterra | Fase de grupos   | 3  | 0     |
| Copa Mundial de Rugby de 1995 | Sudáfrica  | Fase de grupos   | 3  | 0     |
| Copa Mundial de Rugby de 1999 | Gales      | Cuartos de final | 1  | 0     |
| Copa Mundial de Rugby de 2003 | Australia  | Fase de grupos   | 2  | 0     |

## Palmarés
- Campeón del Torneo Panamericano de Rugby de 1996 y 2003.
- Campeón del Sudamericano de Rugby A de 1991, 1993, 1997, 1998, 2002 y 2003.